# مقبرة 44
المقبرة رقم 44 و المعروفة علمياً بالرمز KV44 هي واحدة من المقابر الموجودة في وادي الملوك جنوب مصر. تم اكتشافها و حفرها من قبل عالم الآثار الإنجليزي هوارد كارتر في عام 1901 و أعيد فحصها في تسعينيات القرن العشرين من قبل عالم الآثار الأمريكي دونالد ريان. و تتألف هذه المقبرة من غرفة واحدة يصل إليها دهليز أو ممر خارجي محفور في الصخر. عندما اكتشفت المقبرة كانت مغلقة بالصخور و بداخلها تم اكتشاف ثلاث مومياوات في توابيت خشبية ، و هي مومياوات : تنتكرر، ربة منزل من عهد الملك أوسركون الأول ، حويفاع، و مغنية لآمون لم يكشف عن اسمها. هذه الدفنات،التي تنتمي إلى الأسرة الثانية والعشرين، من الواضح أنها دفنات ثانوية حيث وضعت التوابيت على ركام ملأ حوالي خمس حجم المقبرة. و في هذه الأنقاض تم العثور على بقايا سبع مومياوات سابقة على هذا العهد من دون توابيت أو معدات جنائزية. العديد من أعشاش النحل على السقف تشير إلى أن المقبرة قد ظلت مفتوحة لبعض الوقت في العصور القديمة. و يرجع تأريخ القطع الأصلي للقبر إلى الأسرة الثامنة عشرة. و لا شيء يعرف عن صاحب القبر الأصلي الأصلي ولكن تم اقتراح أن هذه كانت مقبرة غير مستخدمة تتبع عانن أخي الملكة تيي.

## روابط خارجية
- مشروع تخطيط طيبة : KV44

## هوامش
1. ↑  Carter, Howard:  Report on Tomb-Pit Opened on the 26th January 1901, in the Valley of the Kings Between no. 4 and no. 8.  In: ASAE 2 (1901), p. 144-145